# Réplique de Paris
Die Réplique de Paris (Nachbildung von Paris und Umgebung) war ein Bauprojekt, das 1917 während des Ersten Weltkriegs vom französischen Generalstab geplant wurde, um deutsche Flieger, die Paris bombardieren wollten, in die Irre zu führen. Die Hauptstadt sollte in völlige Dunkelheit gehüllt werden, und aus der Ferne sollten Köder erzeugt werden, die die nächtliche Landschaft der Stadt nachbilden sollten. Es wurden jedoch nur einige Gebäude in der Umgebung von Gonesse (Zone A), Maisons-Laffitte (Zone B) und Chelles (Zone C) in Betrieb genommen, bevor zwei Monate später der Waffenstillstand ausgerufen wurde.

## Zeitgeschichtlicher Hintergrund

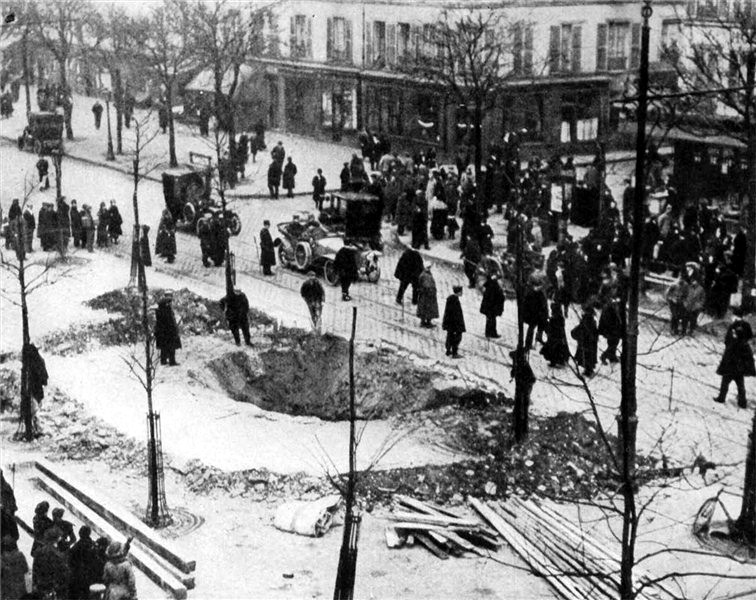
Krater einer Zeppelinbombe (Paris, 1917)

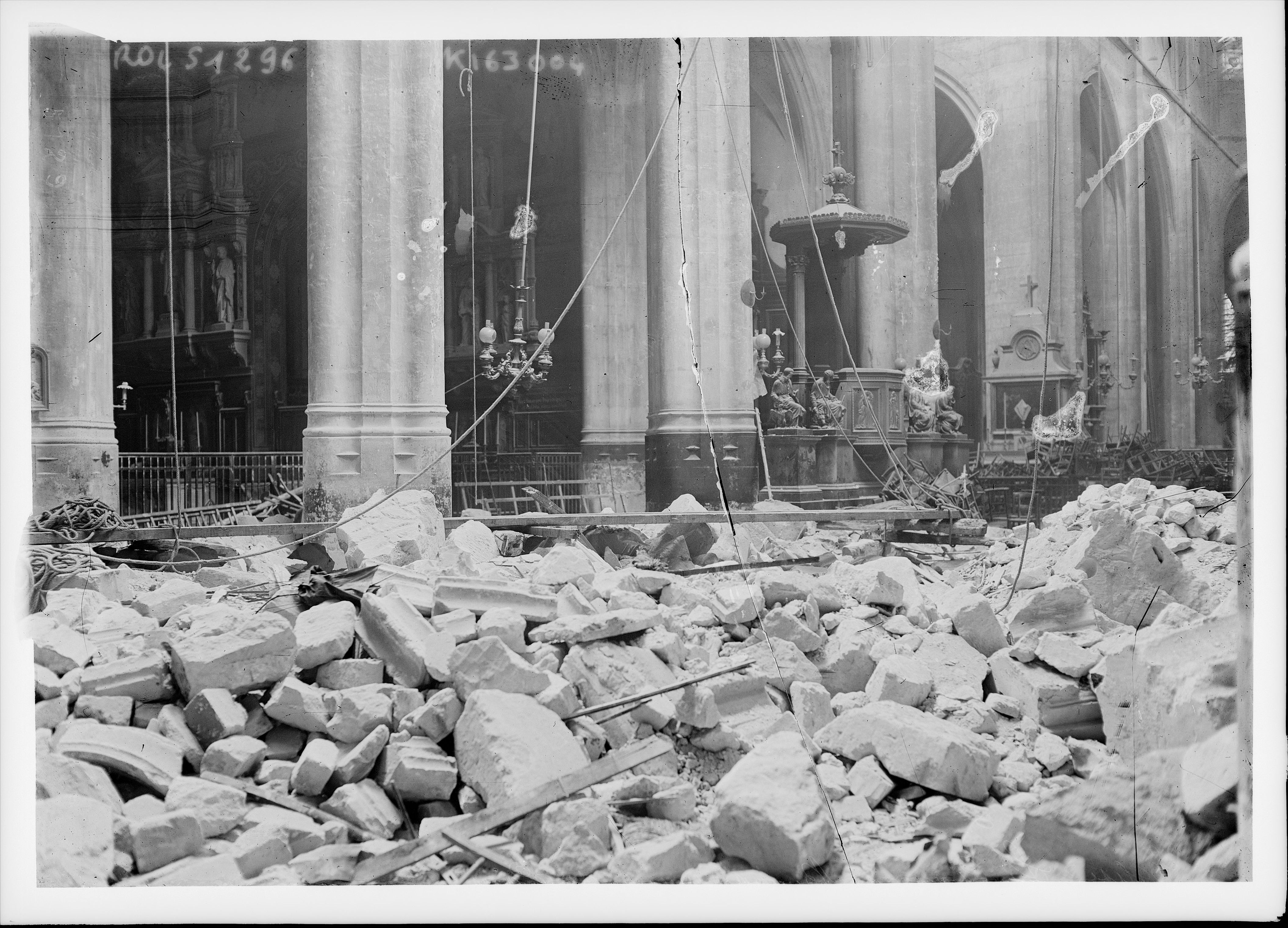
Die Kirche Saint-Gervais nach dem Bombardement vom 29. März 1918

Nach dem Beginn des Ersten Weltkriegs im Juli 1914 warf am 30. August 1914 ein deutsches Flugzeug (eine Taube) vier Bomben über Paris ab. Dabei gab es keine Opfer, wie beabsichtigt (erkennbar an der geringen Zahl der Bomben und dem Fehlen eines Zielgeräts). Da zusammen mit dem Bomben Flugblätter und eine Flagge in den Farben des Deutschen Reiches abgeworfen wurden, lässt sich das psychologische Ziel der Demoralisierung des Hinterlandes vermuten.
Trotz dieser Bemühungen ließ sich die Pariser Bevölkerung nicht verunsichern. In seinem Buch 1914–1918: De l’Aisne on bombardait Paris stellt Jean Hallade fest:„Les Parisiens sont davantage dominés par la curiosité que par un sentiment de frayeur. Ils sortent armés de jumelles et s’installent sur les bancs des squares et des boulevards […] pour attendre l’apparition dans le ciel des Taubes quotidiens.“
Vor dem neuen Hintergrund des „Totalen Krieges“ wurden ab 1915 Paris und Umgebung von Zeppelin-Luftschiffen bombardiert, um erneut die Moral der Zivilbevölkerung zu untergraben. Am 29. Januar 1916 forderten 17 Bomben, die von einem Zeppelin über den Stadtteilen Belleville und Menilmontant abgeworfen wurden, 26 Todesopfer. Da die Zeppeline gegen die Luftabwehr sehr anfällig waren, wurde ihr Einsatz damit beendet und durch die von der deutschen Industrie entwickelten wendigeren Gotha G-Bomber ersetzt.
In der Nacht vom 30. auf den 31. Januar forderten die von den Gothas abgeworfenen Bomben in der Hauptstadt 61 Tote und 198 Verletzte. Ab März wurden die Bombardements noch intensiver. In der Nacht vom 11. auf den 12. März wurde das Kriegsministerium und die U-Bahn-Station Bolivar (deren Gewölbe durchlöchert wurde) getroffen, wobei 70 Menschen starben und 31 verletzt wurden. Der letzte Luftangriff fand am 16. September statt. Insgesamt gab es im Jahr 1918 33 Angriffe auf den Großraum Paris, bei denen 11 680 kg Bomben abgeworfen wurden, die 787 Todesopfer forderten. Neben der Luftwaffe war auch die Pariser Kanone im Einsatz, die 120 Kilometer von Paris entfernt vom Mont de Joie in der Nähe von Laon feuerte.

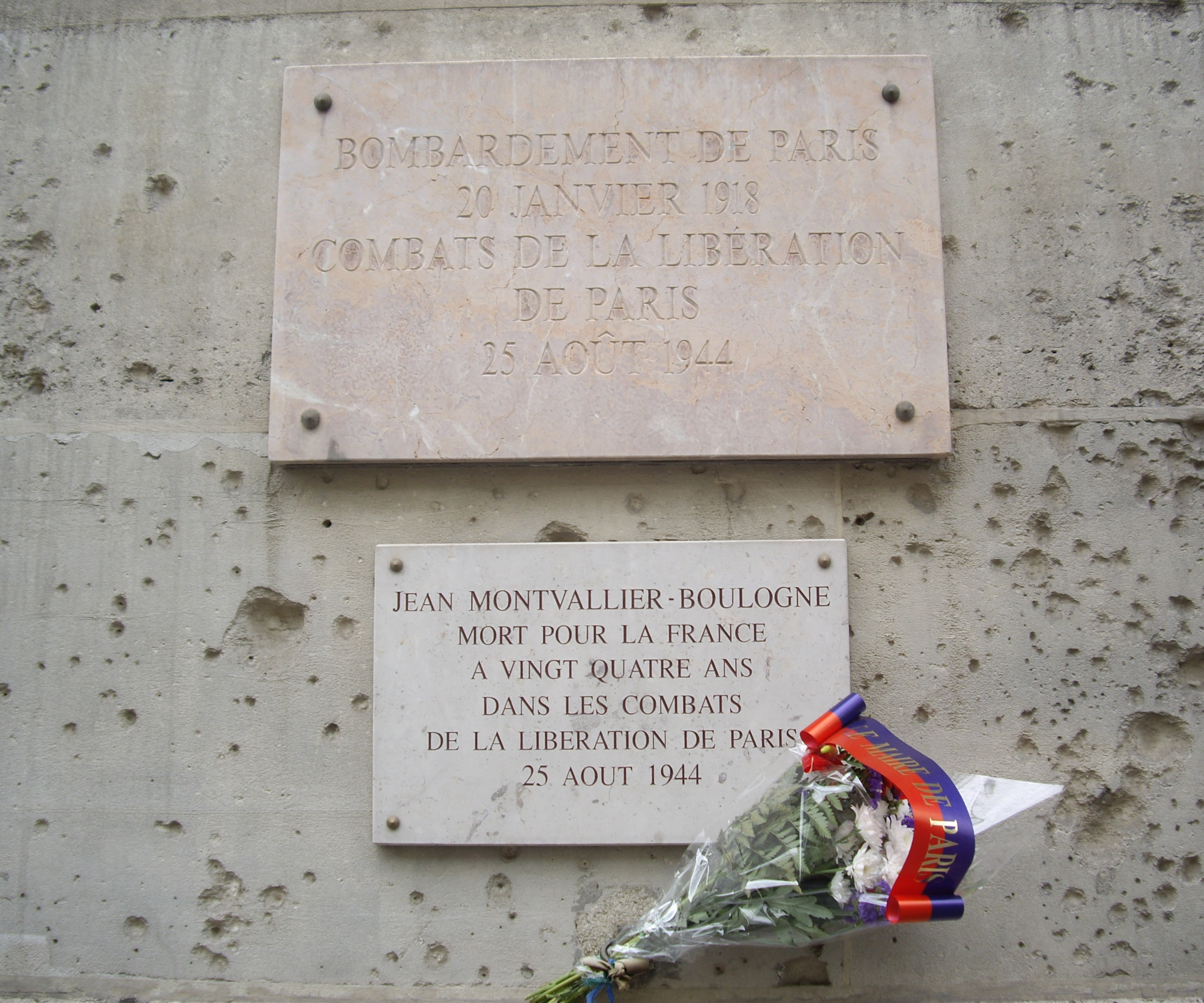
Boulevard Saint-Michel 60

Der französische Generalstab wurde von den Bombardements überrumpelt und baute eine Luftabwehr mit Scheinwerfern, Acetylenlampen, Kanonen und Sperrballons nordöstlich von Paris. Diese rudimentären Lichtablenkungssysteme sollten die beleuchteten Alleen der Stadt vortäuschen. Anfang 1918 beschlossen das Staatssekretariat für Luftfahrt und die Direktion für Luftabwehr gemeinsam ein Projekt, mit dem Angreifer durch die Schaffung eines falschen Paris getäuscht werden sollte. Bereits 1915 war in der Armee eine Tarnabteilung eingerichtet worden, „um strategische Posten unter großen Tüchern zu verbergen oder unsichtbare Observatorien zu schaffen“. Unter anderem daran beteiligt waren Künstler wie Dunoyer de Segonzac, Jacques Villon und Fernand Jacopozzi

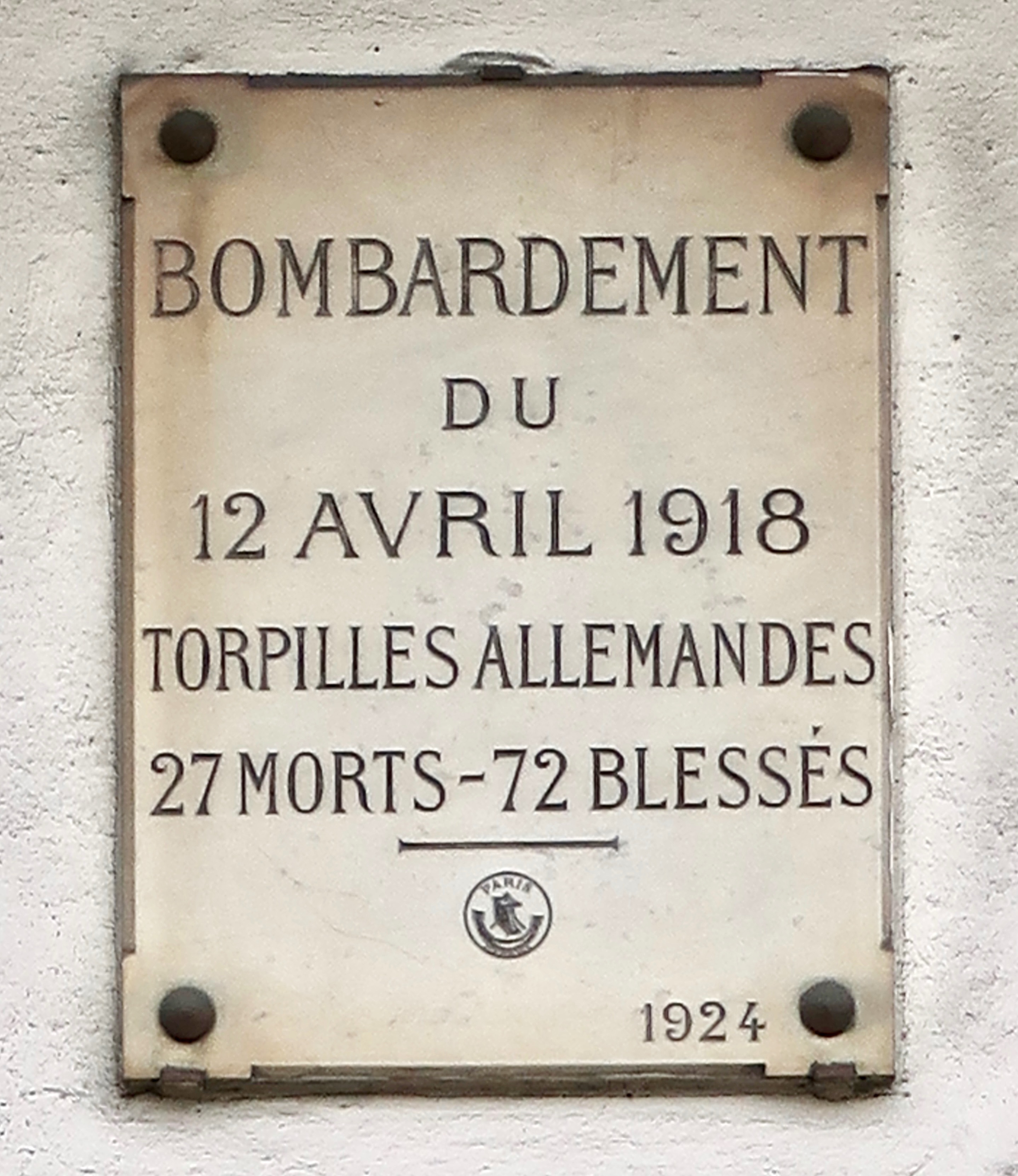
12 rue de Rivoli

## Umsetzung
Im Jahr 1930 erinnert Oberstleutnant Vauthier in der Revue militaire française an das Prinzip des Projekts: „Wenn ein Ziel vor seinen Augen erscheint, dessen Form der Pilot erkennt, hat er nicht immer die nötige geistige Freiheit oder auch nur das nötige Urteilsvermögen, um das Wahre vom Falschen zu trennen. Da er weiß, dass es falsche Objektive gibt, wird er sich auch bei echten Objektiven fragen: Ist es ein falsches? Dieser Zweifel in den Köpfen der Angreifer ist bereits ein beachtliches Ergebnis“.
Das Projekt setzte jedoch mehrere kartografische und geografische Vorarbeiten voraus: So musste beispielsweise eine Schleife der Seine gefunden werden, die in etwa der durch Paris verlaufenden Schleife gleicht und das  benachbarte Gebiet durfte nicht bewohnt sein. Private Unternehmen, die unter der Leitung des Ingenieurs Fernand Jacopozzi arbeiteten, wurden mit der Gestaltung der Pläne, der Köder und der nächtlichen Beleuchtung beauftragt. Durch die immer effizientere Luftabwehr am Tag, fanden die Bombardierungen 1917 nachts statt, wobei sich die deutschen Flieger anhand der Himmelskörper und ihrer Reflexionen in Flüssen und Gewässern sowie durch die Beobachtung der Eisenbahnlinien und der dort verkehrenden Züge orientieren.
So wurde ein Plan mit drei Zonen erstellt:
- Eine „Zone A“ nordöstlich von Paris, die in einem Viereck zwischen den Städten Roissy-en-France, Louvres, Villepinte und Tremblay-en-France liegen sollte. Sie sollte die Form einer Einheit haben, die die Stadt Saint-Denis, die Fabriken der Stadt Aubervilliers und zwei große Pariser Bahnhöfe (gare du Nord und gare de l’Est) umfasst.
- Eine „Zone B“, die ein „falsches Paris“ darstellen soll, liegt an einer Schleife der Seine entlang des|Waldes von Saint-Germain-en-Laye, ähnlich wie die Hauptstadt.

Xavier Boissel führt aus:„Das falsche Paris sollte die Eisenbahnstrecke des kleinen Gürtels, einige bemerkenswerte Punkte der Hauptstadt wie das Champ de Mars, den Trocadéro, den Place de l’Étoile und den celle de l’Opéra nachbilden, die Champs-Élysées, die großen Boulevards sowie die Gares des Invalides, d’Orsay, de Montparnasse und de Lyon“. In Quand Paris était une ville lumière erklärt Pierre Marie Gallois, dass „[falsche] Bahnhöfe, Plätze und Avenuen, die durch geschickt im Wald von Saint-Germain aufgestellte Leuchtkörper simuliert wurden, dem Luftfeind die Illusion vermittelt hätten, über ein Paris mit schlecht beachteter Ausgangssperre zu fliegen. Eine Art rollende Pritsche, die Sturmlampen trug und von Pferden gezogen wurde, würde ‚Züge‘ bilden, die in ‚Bahnhöfe‘ ein- oder ausfuhren, die ihrerseits mit festen Lichtern markiert waren […] So sollen sich die deutschen Flieger verirrt haben, da der Wald von Saint-Germain in ihren Augen als ‚lohnendes‘ Ziel galt“.
Eine „Zone C“ östlich von Paris in der Nähe der Städte Chelles, Gournay-sur-Marne, Vaires-sur-Marne, Champs-sur-Marne, Noisiel und Torcy, sollte eine wichtige Konzentration von Fabriken und Hochöfen darstellen.
Jacopozzi führte nachts auf dem echten Champ-de-Mars Lichttests durch, die von der dritten Plattform des Eiffelturms aus beobachtet werden konnten. Für die Darstellung der Züge sah er außerdem verschiedene farbige Lampen vor, die das Licht der Maschinen simulieren sollten, wobei zudem künstlicher Dampf erzeugt werden sollte.

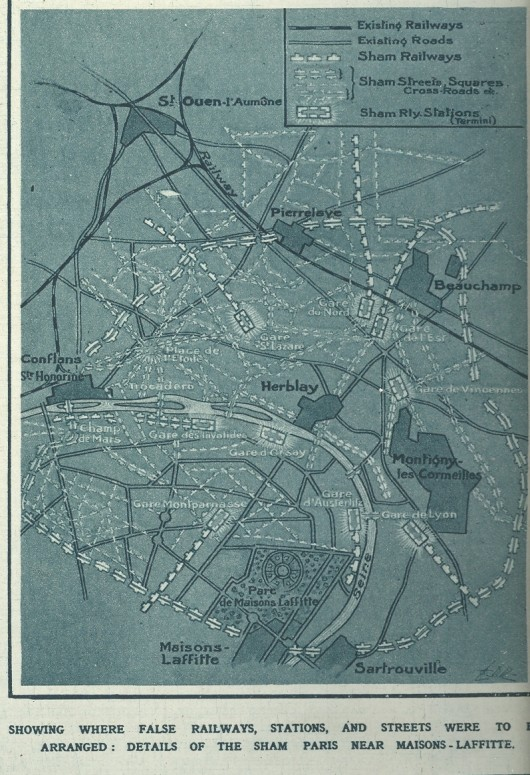
Plan des falschen Paris 1917

Das Projekt war gut durchdacht, aber seine Umsetzung wurde durchkreuzt, sodass letztlich nur ein Teil der Zone A realisiert wurde, nämlich der falsche gare de l’Est auf einem Gelände namens „Orme de Morlu“ in der Nähe von Villepinte.
Die Zeitung L’Illustration erklärt:„Es umfasste Gebäude, Abfahrtsgleise, Züge an Bahnsteigen und fahrende Züge, Gleisanfänge und Signale sowie eine Fabrik mit Gebäuden und fahrenden Öfen. Außerdem musste eine Gruppe von Transformatoren errichtet werden, mit denen der 15.000-Volt-Energiestrom der Société d’éclairage et de force auf 110 Volt heruntergefahren werden konnte“ Diese aus Holz gebauten Gebäude wurden dann „[...] mit bemalten, gespannten und lichtdurchlässigen Stoffen bedeckt, um die schmutzigen Glasdächer der Fabriken zu imitieren. Die Beleuchtung erfolgte von unten. Sie bestand aus einer Doppellinie, die einerseits die normale Beleuchtung und andererseits die auf den Alarm reduzierte Beleuchtung ergab. Denn es war die Diskretion der Mittel, die für die Illusion sorgen konnte“
Die Verwendung dieser ersten Nachbildungen war jedoch nur von begrenztem Interesse, da sie erst im September 1918 und somit nur zwei Monate vor dem Waffenstillstand von Compiègne fertiggestellt wurden. Dieser führt zur Aufgabe des Projekts, sodass die Repliken, die unmittelbar nach dem letzten deutschen Bombardement erstellt wurden, nicht mehr auf ihre Wirksamkeit überprüft werden konnten. Pierre Marie Gallois kommt daher 1930 zu folgendem Schluss:„Der Krieg endete, bevor sich das Strategem bewährt hatte. Das Unternehmen der Tarnung war unvollendet, als der Waffenstillstand im November 1918 ihm ein Ende setzte. Jacopizzis ‚falsches Paris‘ war nicht einsatzbereit.“
Lediglich zwei Fotografien, die in L’Illustration veröffentlicht wurden, können eine vage Vorstellung von der Form der Bauten vermitteln.
Von diesen flüchtigen Installationen blieb Anfang der 1920er Jahre nichts übrig. Das große Projekt zum Bau des „falschen Paris“ mit seinen zahlreichen symbolträchtigen Orten wurde also nie wirklich verwirklicht.

## Einfluss
Während des Zweiten Weltkriegs wurden im Vereinigten Königreich „Starfish Sites“ gebaut – Köder, die für die deutschen Nachtbombardements gedacht waren. Im Jahr 1943 wurde in den USA in der Wüste von Utah ein Schema einiger Stadtteile von Berlin und Tokio nachgebaut, damit die amerikanischen Truppen üben konnten, bevor sie tatsächlich über die beiden Hauptstädte der Achse flogen.
Ebenfalls während des Konflikts im britischen Ägypten führt der Illusionist Jasper Maskelyne eine Gruppe von vierzehn Personen an, die sich „Magic Gang“ nennt und zur „A Force“ (Abteilung 9 des Secret Intelligence Service) gehört: Gemeinsam gelang es, die Stadt Alexandria und den Suezkanal durch falsche Gebäude und ein Spiel mit Spiegeln zu verschleiern. 1944 wurde in Finnland die Stadt Helsinki verdunkelt, während in der Stadt selbst Beleuchtungen aufgestellt wurden, um die sowjetische Luftwaffe zu täuschen.
Im Jahr 1955 wurden in der Wüste von Nevada falsche Städte, sogenannte Survival Towns (siehe Operation Teapot), errichtet, um die Auswirkungen einer Atombombe zu messen. Anfang der 1990er, während des Zweiten Golfkriegs, gelang es der irakischen Armee eine Zeit lang, die alliierten Armeen zu täuschen, indem sie aufblasbare Panzerattrappen von 80 kg mit einer Metallabdeckung versehen hatte, die es dem Radar unmöglich machte, sie von echten Panzern zu unterscheiden.